# Anyphops broomi
Espèce
Synonymes
- Selenops broomi Pocock, 1900

Anyphops broomi est une espèce d'araignées aranéomorphes de la famille des Selenopidae.

## Distribution
Cette espèce se rencontre en Afrique du Sud au Cap-du-Nord et au Lesotho,.

## Description
La femelle holotype mesure 11 mm.
Le mâle décrit par Lawrence en 1940 mesure 9,8 mm et la femelle 8,1 mm.

## Étymologie
Cette espèce est nommée en l'honneur de Robert Broom.

## Publication originale
- Pocock, 1900 : Some new Arachnida from Cape Colony. Annals and Magazine of Natural History, sér. 7, vol. 6, p. 316-333 (intégral).